# Blodlungmossa
Blodlungmossa (Peltolepis quadrata) är en bladmossart som först beskrevs av Anton Eleutherius Sauter, och fick sitt nu gällande namn av Karl Müller. Blodlungmossa ingår i släktet Peltolepis och familjen Cleveaceae. Arten är reproducerande i Sverige. Inga underarter finns listade i Catalogue of Life.